# Smerinthus
Smerinthus ist eine Gattung innerhalb der Schmetterlingsfamilie der Schwärmer (Sphingidae).

## Merkmale
Die meisten Arten der Gattung besitzen einen blau und schwarz gefärbten Augenfleck am Analwinkel der Hinterflügel. Die am Außenrand gezähnten Vorderflügel tragen braun oder grau marmorierte Muster. Der Thorax hat am Rücken ein dunkelbraunes Band. Der Saugrüssel ist zurückgebildet. Der Hinterleib trägt am Rücken anstelle von breiten Schuppen stachelförmige. Die Tibien sind unbedornt, lediglich bei Smerinthus kindermannii, Smerinthus minor und Smerinthus ocellata finden sich ein apikaler Dorn auf den Vorderbeinen. Die Tibien der Hinterbeine haben distal ein Paar Sporne, das vom Körper abgewandte Paar fehlt.
Die ovalen Eier sind blassgrün bis gelb gefärbt und haben manchmal  auf einer Seite einen roten Ton.
Die Raupen sind grün gefärbt und haben eine raue, fein gepustelte Körperoberfläche. Seitlich tragen sie gelbe oder weiße Schrägstreifen. Ihr Kopf ist dreieckig, das Analhorn ist gerade, aufgerichtet und gekörnt. Sie sind den Raupen der Gattung Marumba sehr ähnlich.
Die Puppen sind dunkel glänzend. Auch sie sehen denen der Gattung Marumba sehr ähnlich, ihnen fehlen aber die Erhöhungen auf der Vorderseite. Die Fühlerscheide ist bei männlichen Puppen breit, der Kremaster ist an der Spitze nach oben gekrümmt uns besitzt eine kleine, paarige Spitze und seitlich weitere Spitzen.

## Lebensweise
Die Raupen ernähren sich hauptsächlich von Sträuchern und Bäumen aus den Familien der Weidengewächse (Salicaceae) und Rosengewächse (Rosaceae).

## Systematik
Es sind 12 Arten aus der Holarktis bekannt, vier davon kommen in Europa vor.
- Smerinthus atlanticus Austaut, 1890
- Smerinthus caecus Menetriks, 1857
- Smerinthus cerisyi Kirby, 1837
- Smerinthus jamaicensis (Drury, 1773)
- Smerinthus kindermannii Lederer, 1853
- Smerinthus minor Mell, 1937
- Abendpfauenauge (Smerinthus ocellata) (Linnaeus, 1758) A, CH, D
- Smerinthus planus Walker, 1856
- Smerinthus saliceti Boisduval, 1875
- Smerinthus szechuanus (Clark, 1938)
- Smerinthus tokyonis Matsumura, 1921
- Smerinthus visinskasi Zolotuhin & Saldaitis, 2009

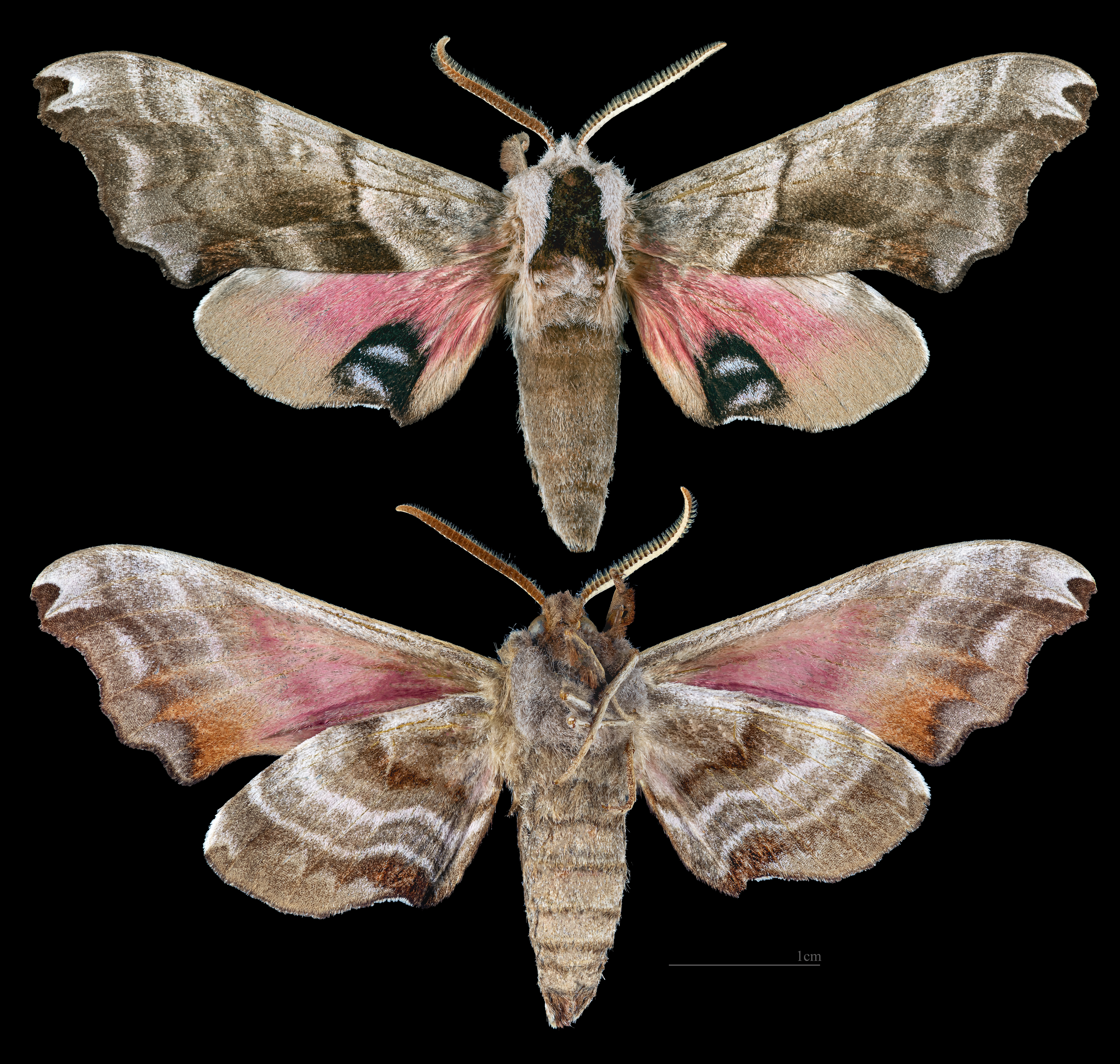
Smerinthus caecus
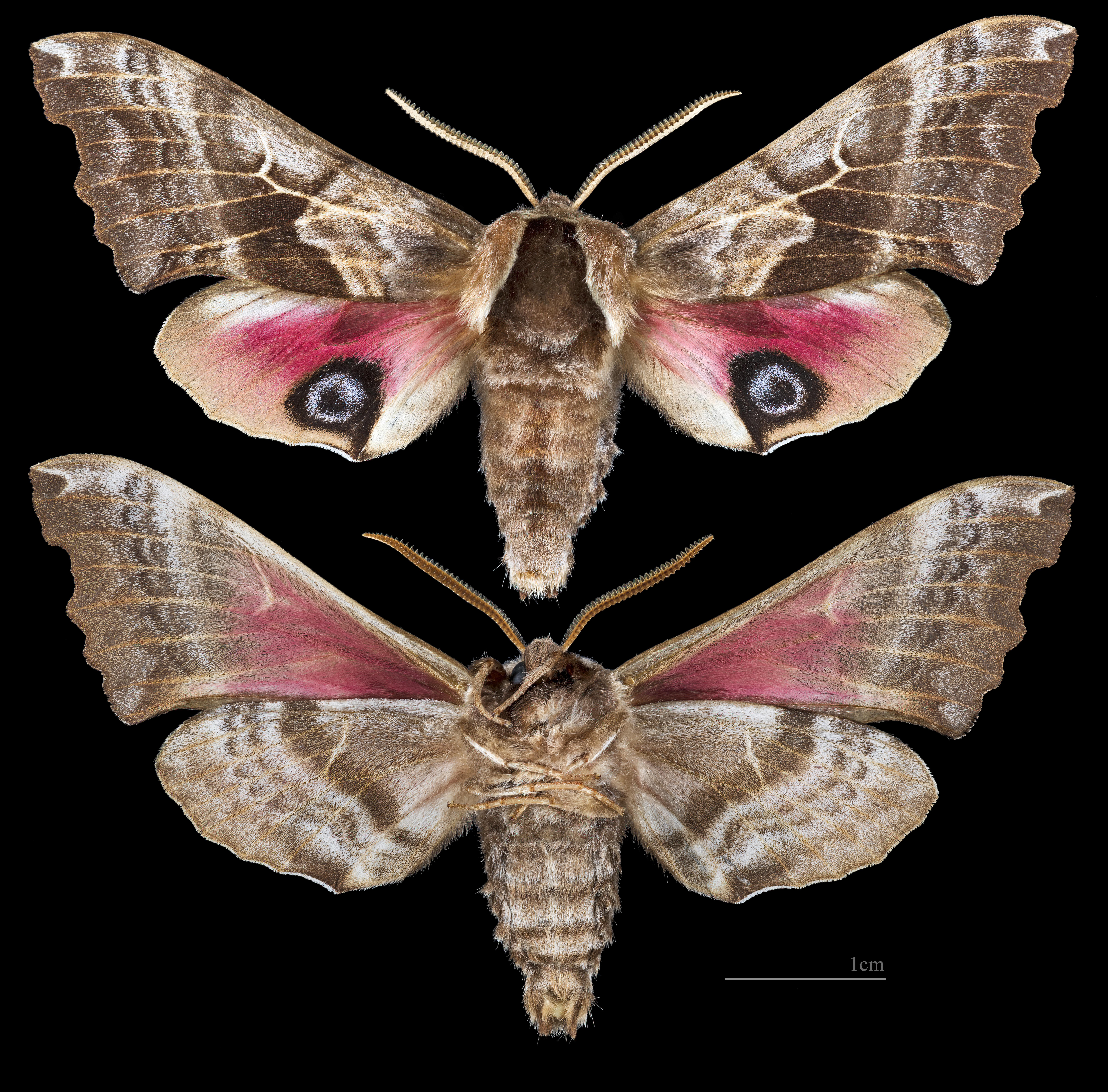
Smerinthus cerisyi
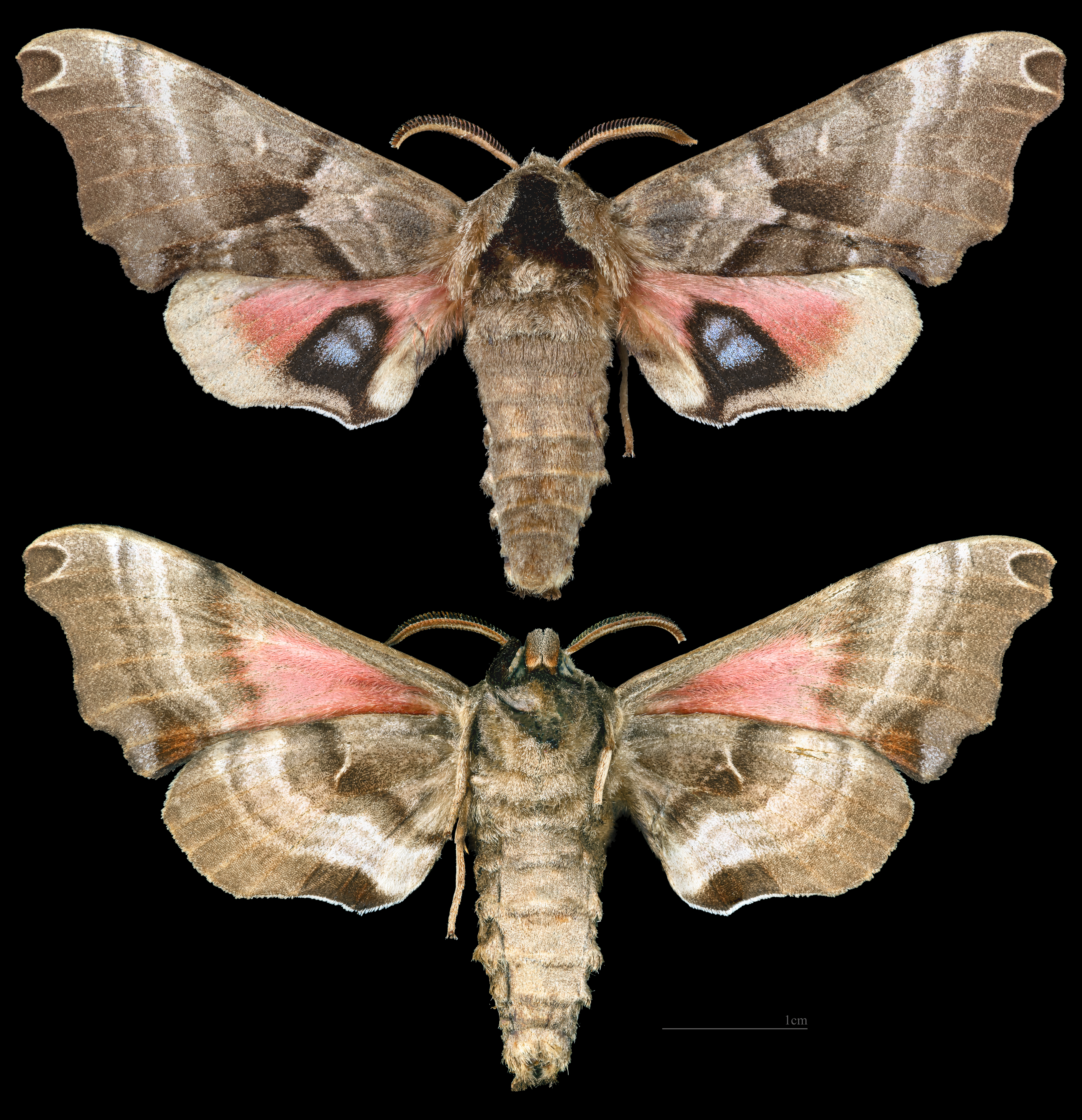
Smerinthus jamaicensis
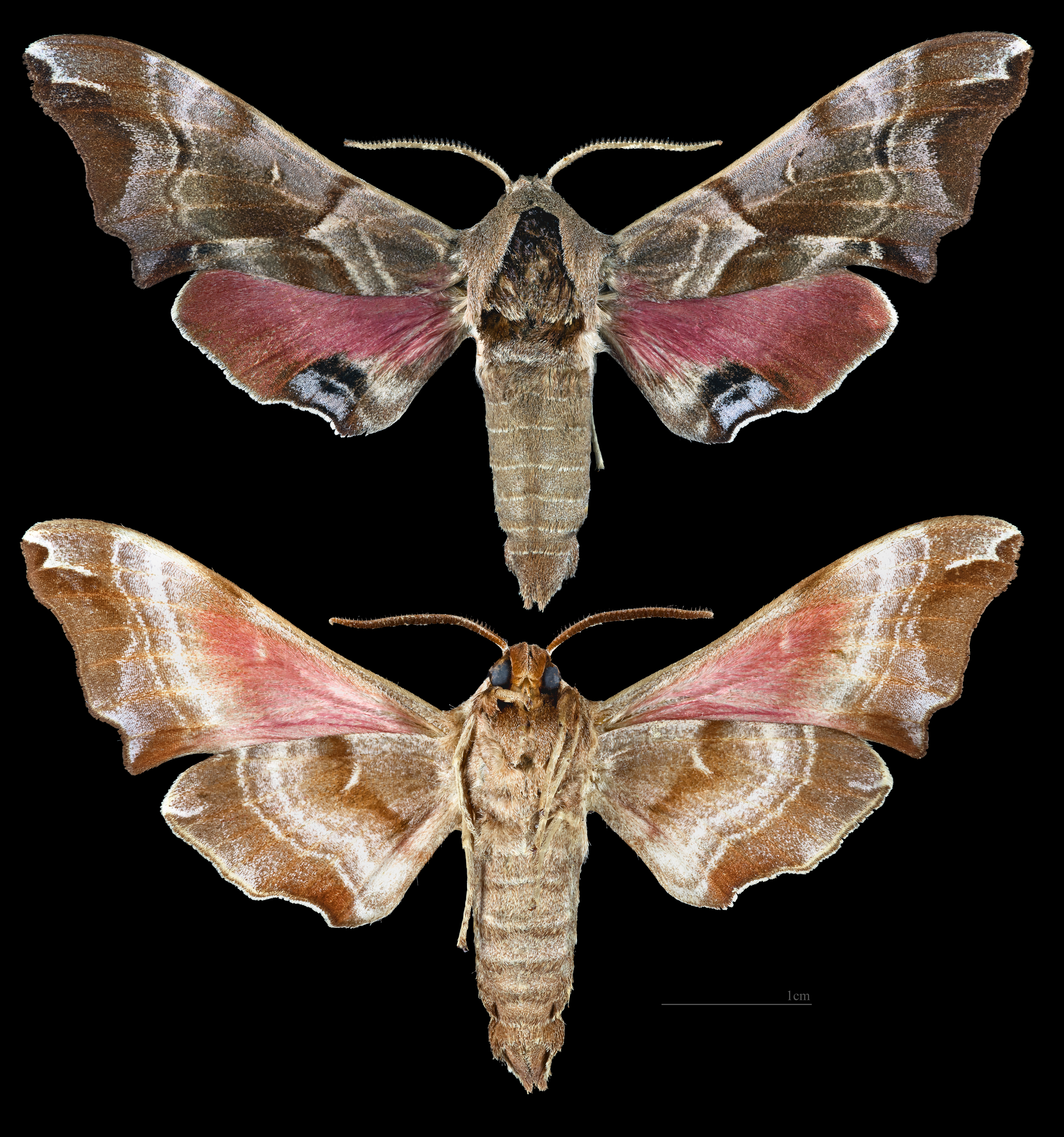
Smerinthus kindermannii
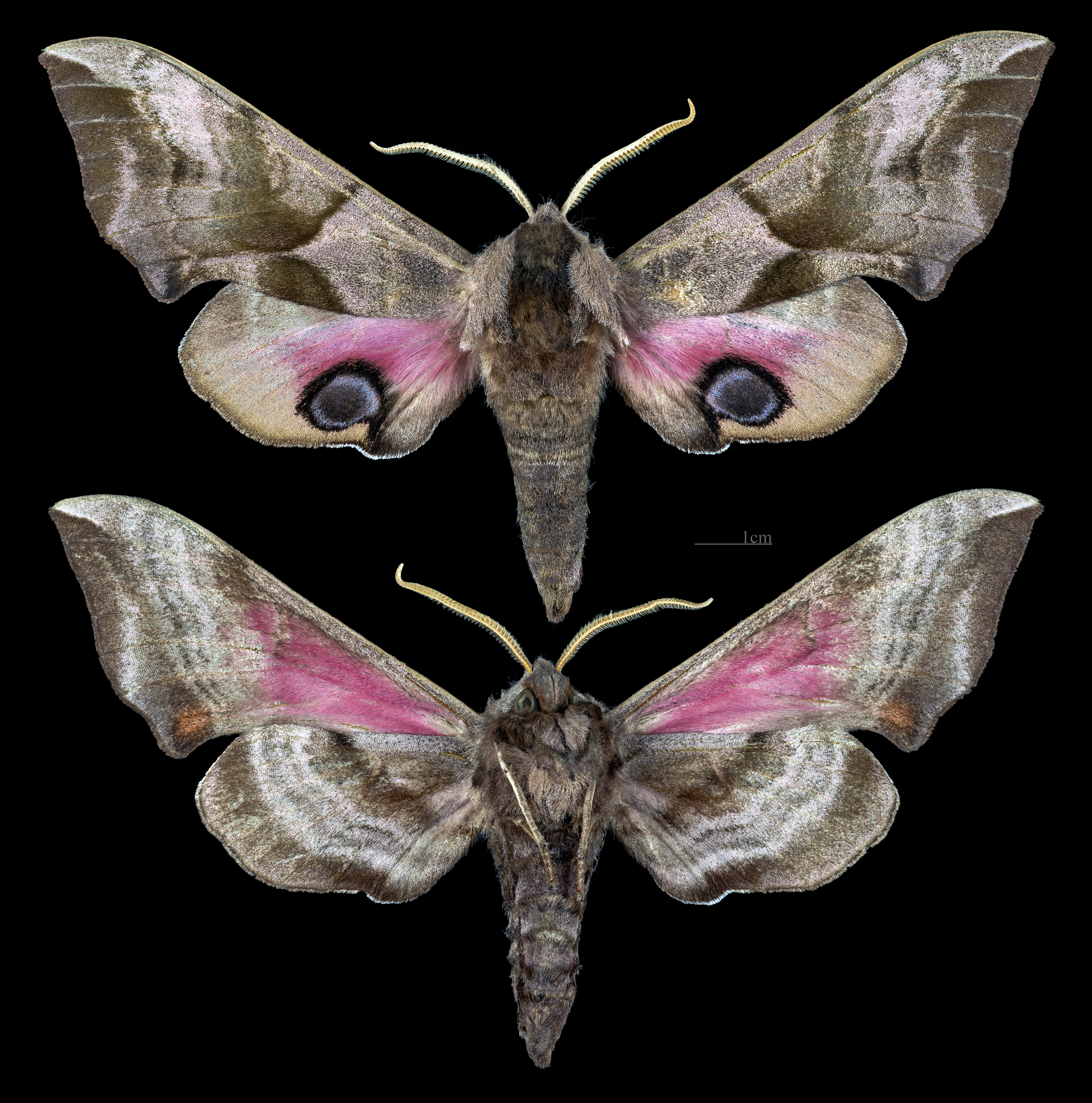
Smerinthus ocellatus
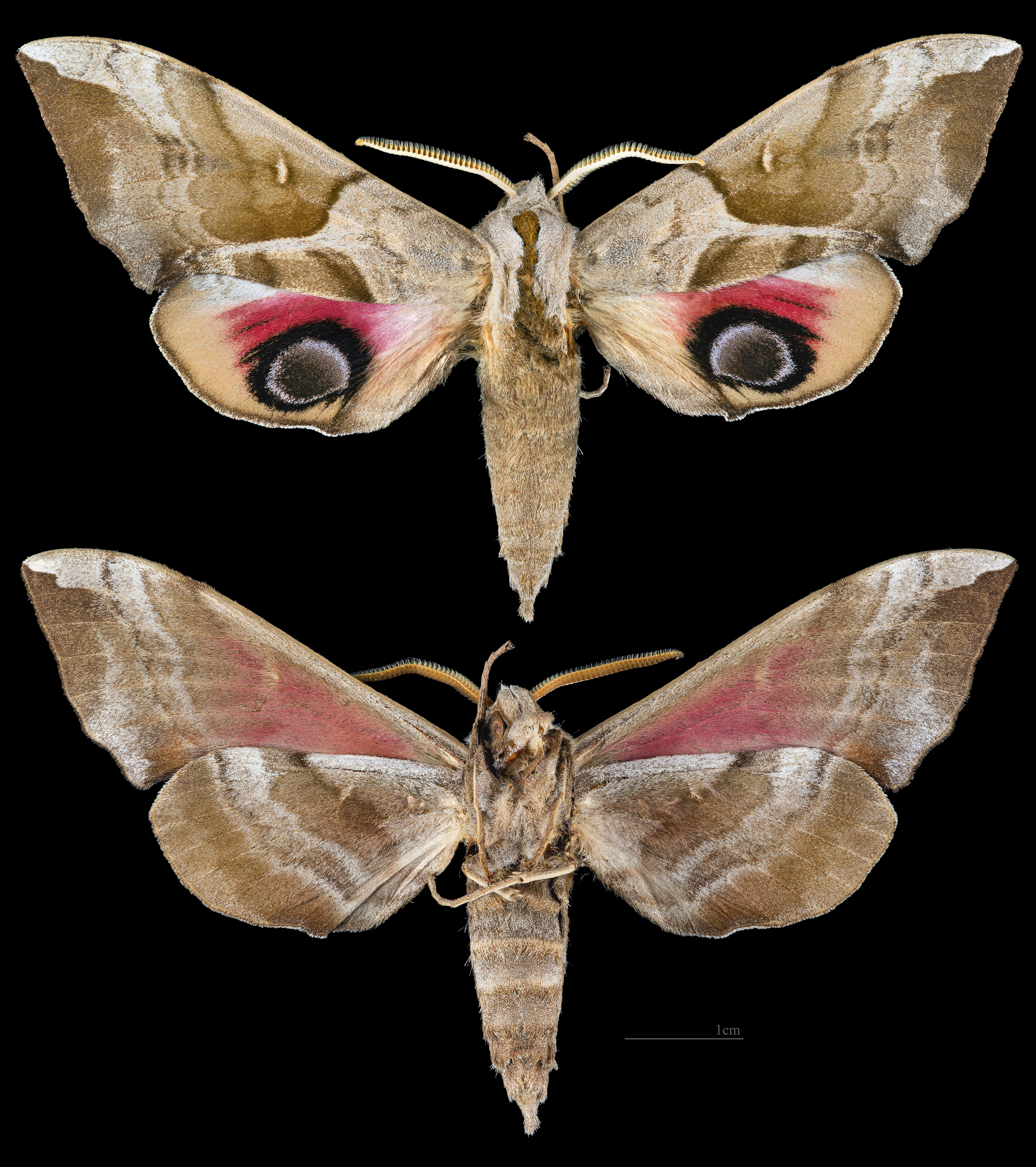
Smerinthus planus
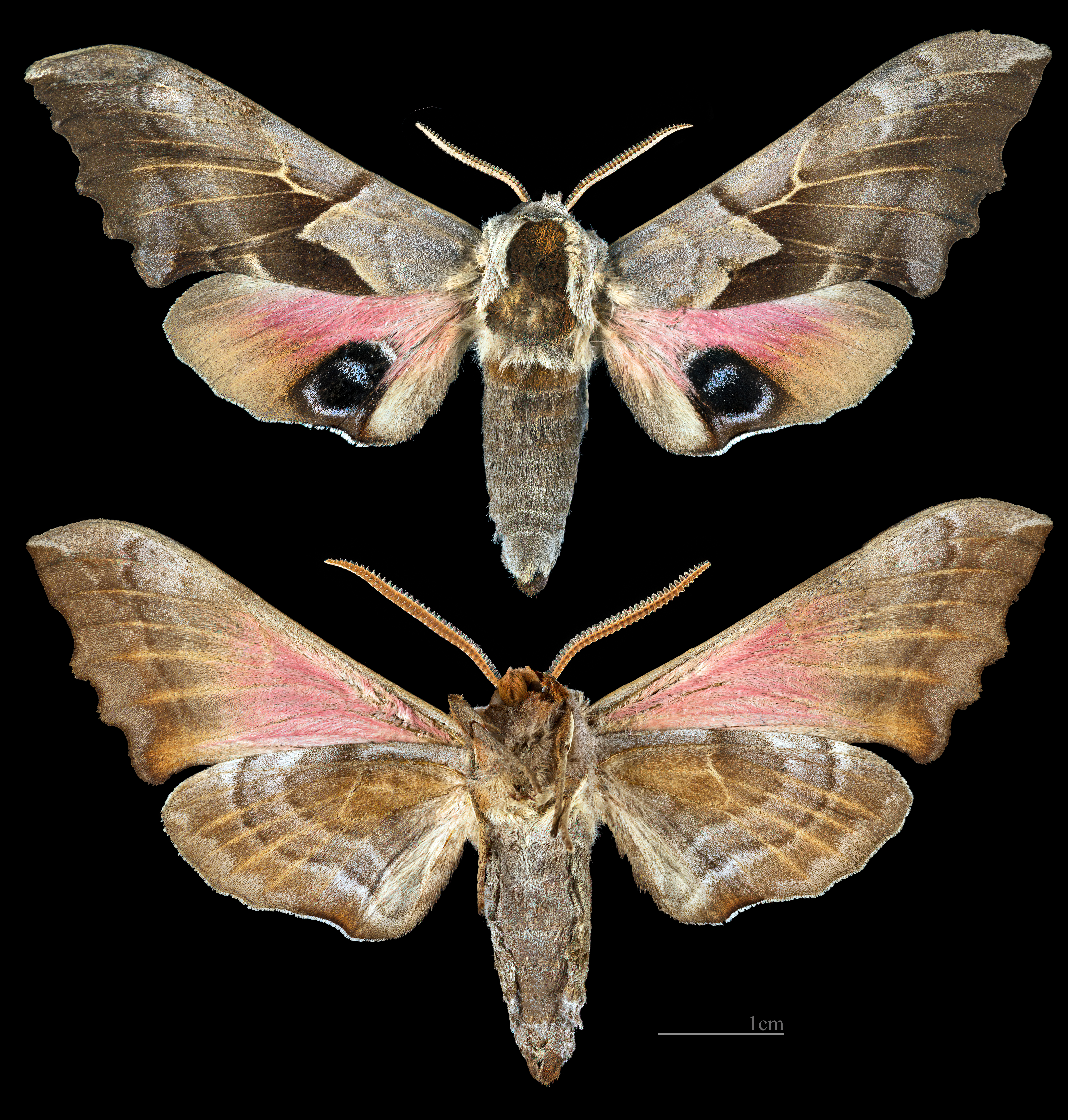
Smerinthus saliceti
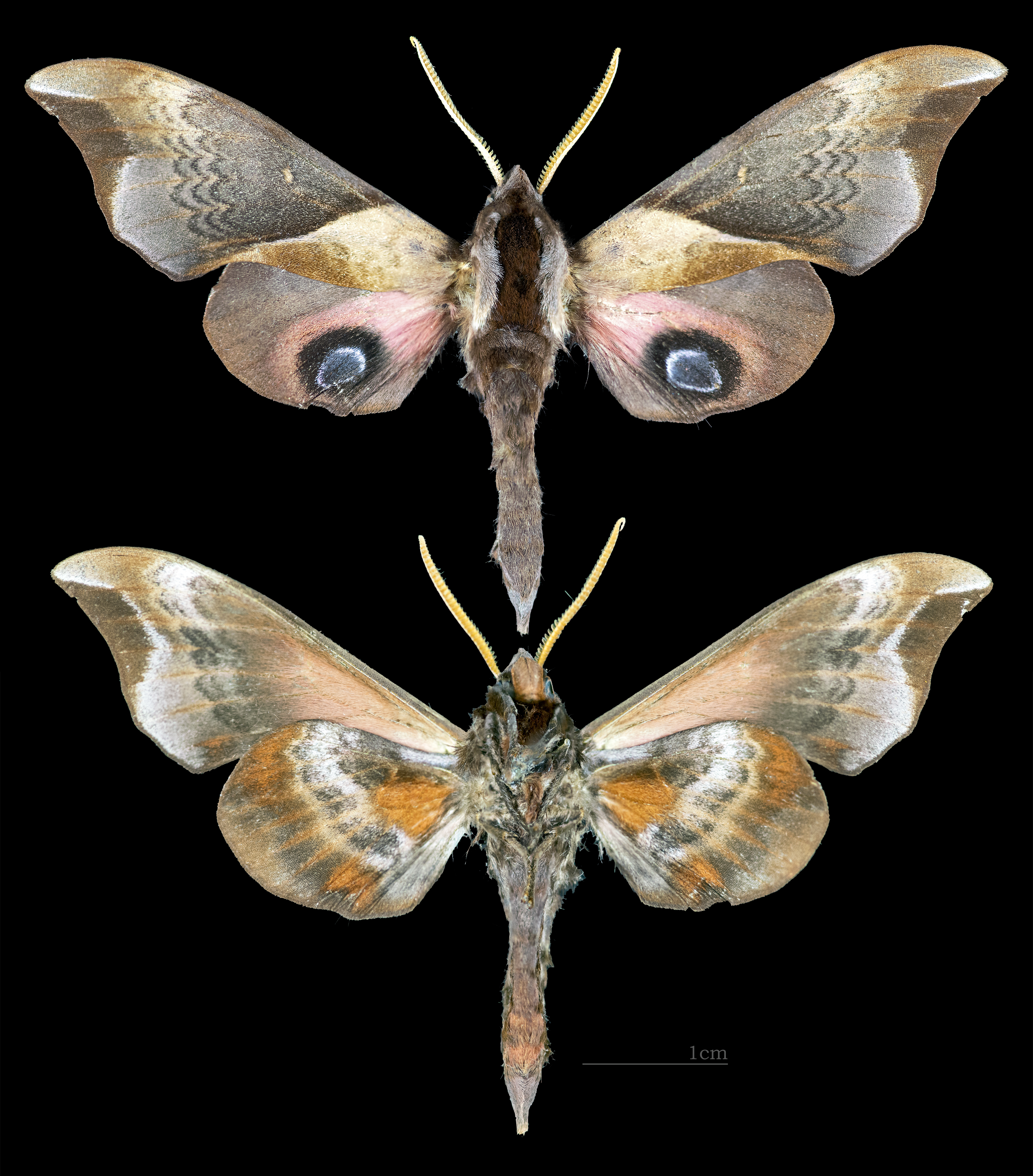
Smerinthus szechuanus
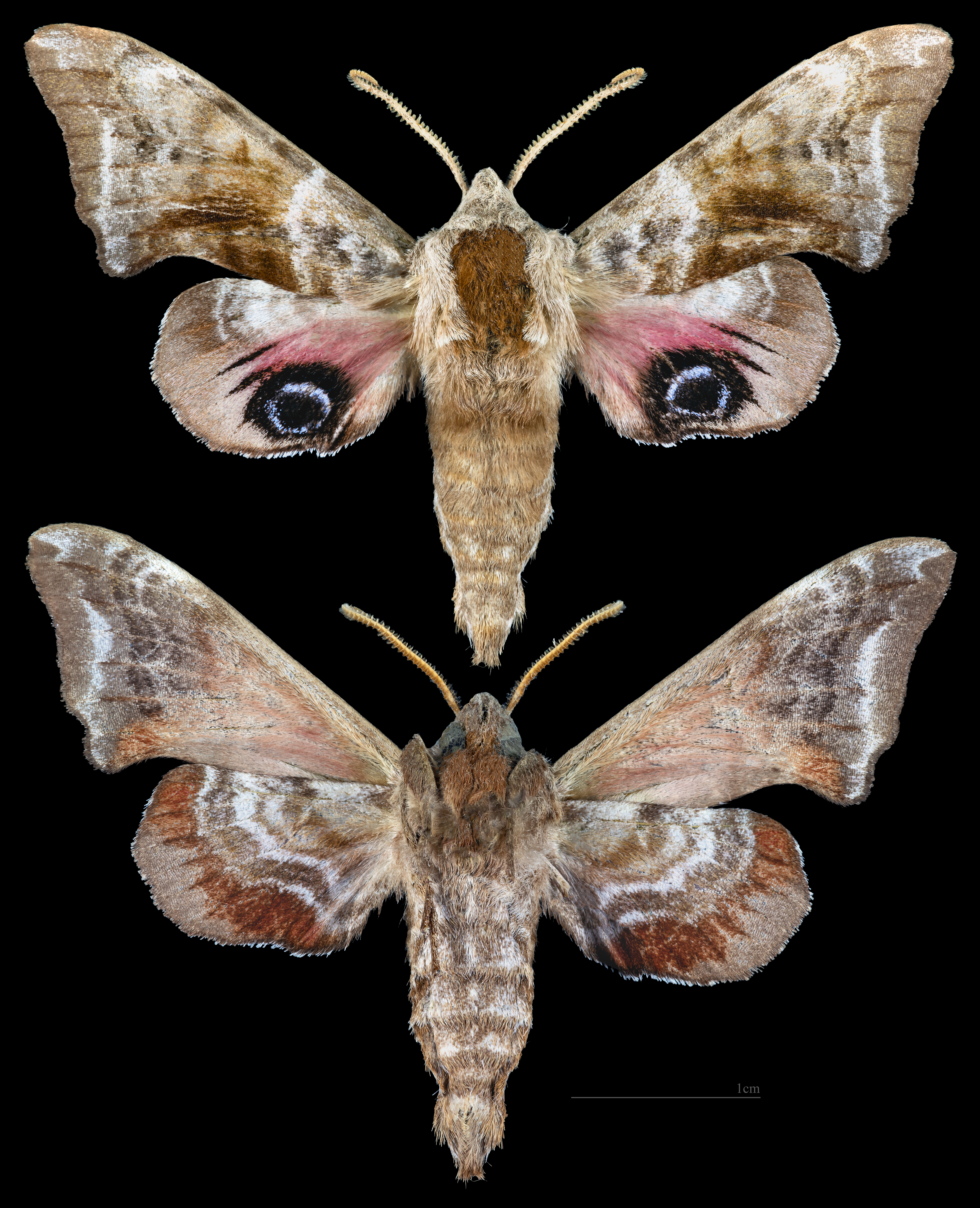
Smerinthus tokyonis

## Belege